# 브렛 컬런
브렛 컬런(Brett Cullen, 1956년 8월 26일 ~ )은 미국의 배우이다.

## 출연 작품
- 언더 워터 - 아빠 역
- 라스트 솔져
- 조커 - 토마스 웨인 역